# 270e régiment d'infanterie

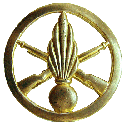
insigne de béret d'infanterie

Le 270e régiment d'infanterie (270e RI) est un régiment d'infanterie de l'Armée de terre française constitué en 1914 avec les bataillons de réserve du 70e régiment d'infanterie.
À la mobilisation, chaque régiment d'active créé un régiment de réserve dont le numéro est le sien plus 200.

## Création et différentes dénominations
- Août 1914 : création du 270e régiment d'infanterie
- Mai 1917 : dissolution
- Septembre 1939 : création du 270e Régiment d'infanterie
- Juin 1940: dissolution

## Chefs de corps
Le 19 septembre 1939 lieutenant-colonel Richerts.
Le 10 mai 1940 le lieutenant-colonel Falleur.

## Historique des garnisons, combats et batailles

### Première Guerre mondiale

#### Affectation
- 10e corps d'armée en août 1914
- 19e division d'infanterie de juillet 1915 à mai 1917

### Seconde Guerre mondiale

#### 1939
- Le 270e Régiment d'infanterie a été formé le 12 septembre 1939 dans le secteur de Vitré (CMI 44) et était commandé par le lieutenant-colonel Richerts jusqu'au 10 mai 1940 puis par le lieutenant-colonel Falleur[1] . 
Il dépendait de la 60e division d'infanterie avec le 241e RI et le 271e R.I ainsi que le 50e régiment d'artillerie.

Le 16 octobre 1939, le 270e RI et la 60e DI sont rattachés au 16e Corps et établissent leur PC à Esquelbecq. Ils occupent alors un secteur de front, face à la frontière belge, entre les Moëres et Dunkerque. En mai 1940, la 60e DI est loin d'être complète. Elle est déficitaire en cadres et en personnel ainsi qu'en armement individuel (mousquetons et revolvers). Son armement antichar n'est pas complet (il manque notamment dans les régiments). ses mortiers de 81 mm sont périmés et dépourvus d'appareil de pointage. son matériel auto est déficitaire et en mauvais état. 

#### 1940
Lors de l'invasion allemande, le régiment reçoit l'ordre de rejoindre la région de Terneuzen (Zélande) afin de contrer les Allemands (opération Dyle). Le régiment traverse péniblement la Belgique à pied. Le 17 mai, dans la soirée la 7e armée française reçoit l'ordre d'évacuer le territoire belge mais n'a pas d'autres choix que de laisser le 270e RI et la 60e DI (accompagnés de la 68e division d'infanterie) sur place car la troupe n'est pas motorisée. Les deux divisions sont regroupées dans le Nord-Ouest de la Belgique afin de soutenir l'armée du Roi derrière le canal de Bruges- Zeebruges. Le 27 mai, la Belgique se prépare à capituler. La 60e Division qui est désormais seule à soutenir l'allié belge se retrouve isolée très loin des autres unités françaises. Le Roi de Belgique décide alors de sauver la troupe française in extremis en évacuant le 270e RI et 241e RI en camion vers la France alors que l'ennemi arrivait sur le canal. Les 2 régiments sont déposés en amont de Dunkerque où les évacuations de la BEF ont lieu (opération Dynamo). Les 28 et 29 mai, le régiment fait barrage aux Allemands entre Nieuport et Dixmude derrière le canal de l'Yser afin de gagner du temps pour que les alliés puissent évacuer un maximum d'hommes. En grande infériorité, le régiment ne peut tenir plus longtemps et la majeure partie du 270e RI est faite prisonnière. Le 4 juin 1940 alors que les Anglais et une bonne partie de l'armée française ont réussi à s'échapper par la mer, les dernières compagnies du 270e RI qui n'ont pas reçu les bateaux promis, sont faites prisonnières sur la plage de Malo-les-bains. Après avoir subi de durs bombardements  et de nombreuses pertes le 270e RI disparaît des effectifs ce matin du 4 juin 1940.

## Drapeau
Il porte, cousues en lettres d'or dans ses plis, les inscriptions suivantes :
- Artois 1915
- Verdun 1916

## Devise
Tenir sans esprit de recul

## Sources et bibliographie
Livre le 270e RI en mai-Juin 1940 - Des Flandres au siège de Dunkerque en 24 jours. NP 2019
Archives de la défense Vincennes journaux de marche du 270e RI.